# Храм Святого Серця (Барселона)
41°25′19″ пн. ш. 2°07′08″ сх. д. / 41.422075° пн. ш. 2.11886111° сх. д.
Храм Святого Серця (кат. Temple del Sagrat Cor de Jesús, ісп. Templo Sagrado Corazón de Jesús) — римо-католицька парафіяльна церква та мала базиліка у Барселоні на горі Тібідабо.
Будівля є роботою іспанського архітектора Енріка Саньє і була завершена його сином Хосепом Марією Саньє і Відалем. Будівництво церкви, присвячена Найсвятішому Серцю Ісуса, тривало в 1902—1961 роках.

## Історія
Ідея побудувати католицьку церкву на вершині гори Тібідабо виникла наприкінці 19 століття серед чутки про будівництво у цьому місці протестантської церкви та готелю-казино.
Це спонукало «Раду католицьких лицарів» придбати терен у власність і передати його святому Івану Боско в 1886 році, коли він відвідував Барселону на запрошення Доротеа де Чопітеа, великого покровителя і промоутера проекту. Звідси виникла ідея споруди, присвяченої Найсвятішому Серцю Ісуса, посвята, дуже популярна в той час завдяки поштовху, здійсненому Папою Левом XIII, і відповідала церкві, побудованій в Римі власне Боско (Храм Святого Серця (Кастро-Преторіо)) і знаменитого Сакре-Кер у Парижі.
В 1886 році була побудована неоготична крипта, а за два роки до відкриття Всесвітньої виставки дорогу Вальвідрера було урбанізовано, а поруч із криптою був побудований павільйон у стилі мудехар, що служив оглядовою точкою (для міста внизу).
Проте проект будівництва церкви зазнав значної затримки в основному через розробку нового проекту побудови астрономічної обсерваторії на вершині Тібідабо, яка врешті була побудована на сусідньому пагорбі (Обсерваторія Фабра).
Нарешті, 28 грудня 1902 року перший камінь був покладений на церемонії, яку очолив єпископ Барселони Сальвадор Касаньяс-і-Пажес .
Крипта була побудована в 1903—1911 роках, а головна церква була побудована в 1915—1951 роках.
Церкву освятив єпископ Грегоріо Модрего Касаус під час 35-го Євхаристійного конгресу, що відбувся в Барселоні в 1952 році. Після цього вежі були завершені, а роботи були офіційно завершені.
29 жовтня 1961 року церква отримала від Папи Івана XXIII титул малої базиліки.

## Екстер'єр

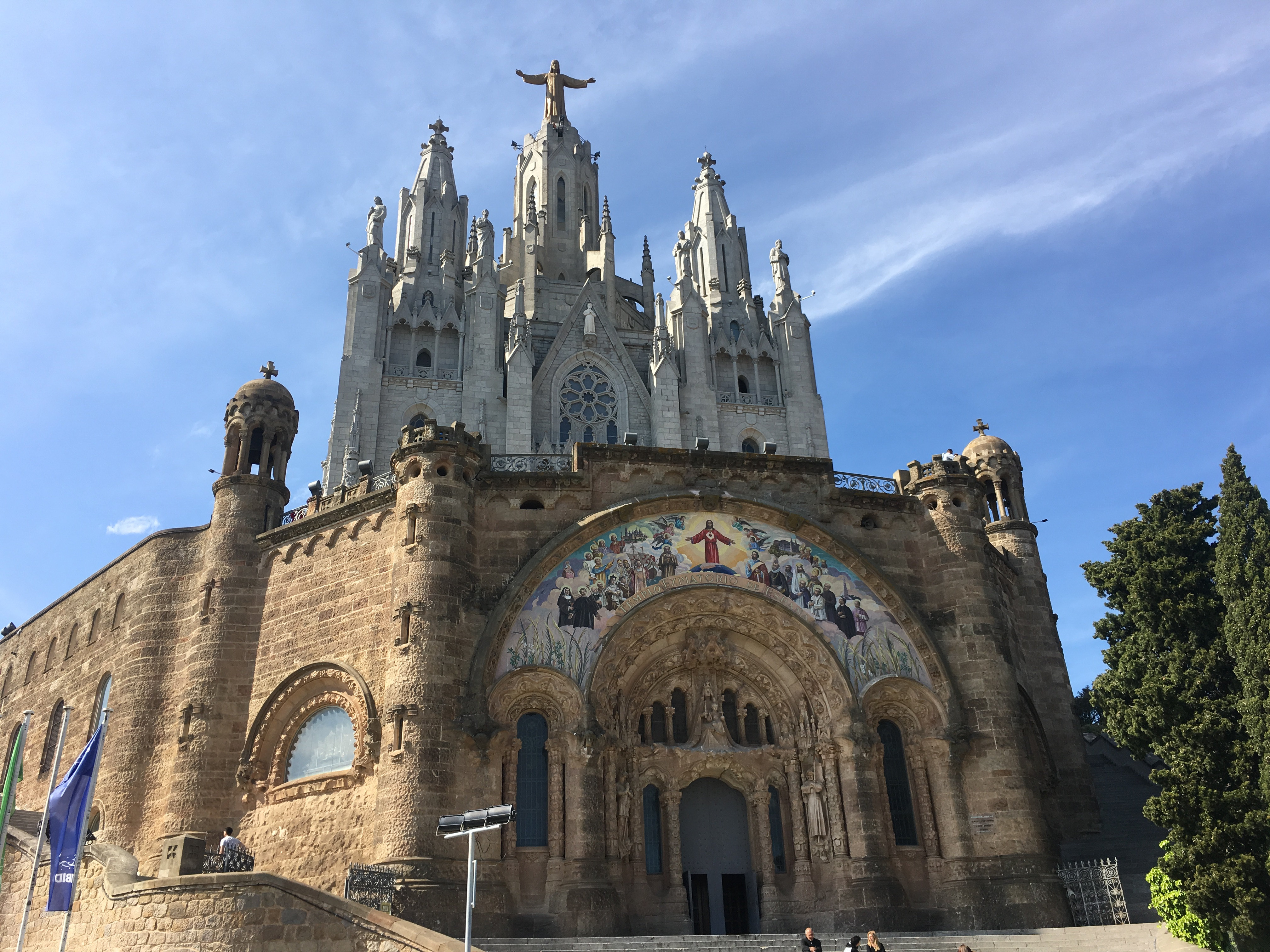
Фасад крипти

Зовнішній вигляд церкви нагадує романську кам'яну фортецю з Монжуїка (крипта), увінчану монументальною неоготичною церквою, до якої можна потрапити двома грандіозними відкритими сходами.
Верхня церква має центральний поверх із восьмигранним куполом на восьми колонах .
Купол увінчаний зображенням Святого Серця;
оригінальна робота була написана Фредеріком Маресом (знищена в 1936 році) і замінена в 1950 році іншою, створеною Жозепом Міре.
Верхня церква квадратна з трьома апсидами, великою центральною вежею і чотирма нижніми вежами, що позначають чотири кути площі, і статуями Дванадцяти апостолів, виліпленими Жозепом Міре. Головний фасад має три секції, центральну ширшу, на чолі якої стоїть фігура Архангела Михаїла в арці головного входу та Івана Боско на фронтоні вище. Над лівими дверима розташована статуя Терези Авільської, а над правими — Маргарита Марія Алякок. Над дверима відкрита галерея арок з орнаментом.
Фасад крипти має багато оздоблений тимпан зі скульптурами Альфонса Жуйола і Баха за проектом Євсебі Арнау. Скульптури зображують Діву Милосердя, Святого Георгія та Святого Якова, святих покровителів Барселони, Каталонії та Іспанії відповідно. Фасад крипти складається з трьох напівкруглих арок на колонах, вставлених під більшу напівкруглу арку, оригінально прикрашену мозаїкою Святої Трійці роботи Даніеля Сулоага (знищена в 1936). В 1955 році її реконструювала майстерня Бру в Барселоні; у творі зображено алегорію набожності Іспанії, представленої її святими покровителями.

## Інтер'єр

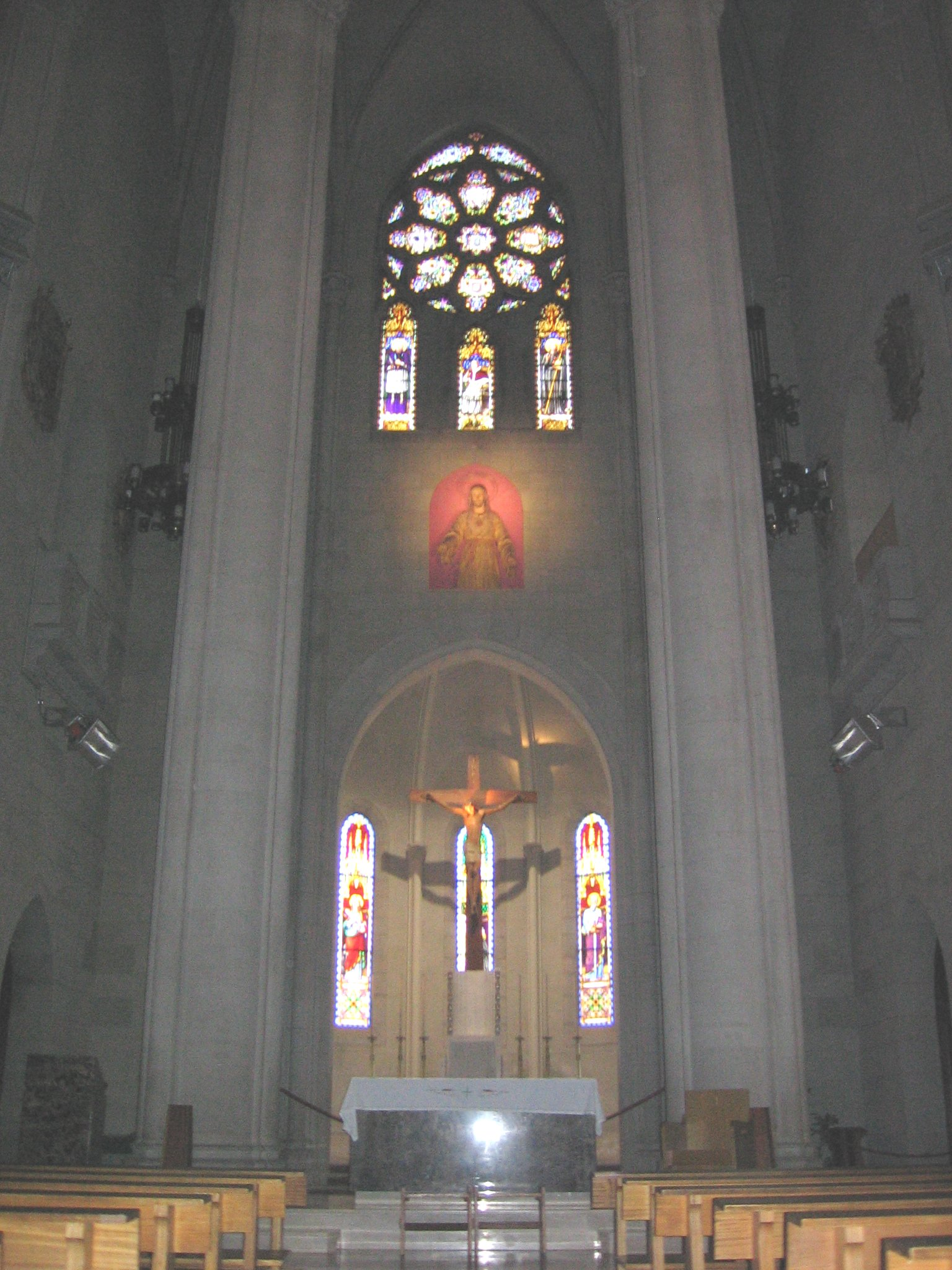
Інтер'єр храму

Інтер'єр розділений на наву та два нефи з напівкруглими апсидами, з вітражами та чотирма вікнами-трояндами на фасадах. У головному вівтарі стоїть велике розп'яття, робота Джоан Пучдоллерс. Вікна пресвітерію присвячені Пію X, Івану Євангелісту, Маргариті Марії Алакок, апостолу Павлу та Іоанну Боско.
На лівому вівтарі є п'ять вітражів, присвячених різним маріанським набожностям: Діві Антиполо (Філіппіни), Богоматері Луханській (Аргентина), Внебовзяттю Марії, Богоматері Гваделупської (Мексика) і Богоматері Милосердя (Куба). Правий вівтар очолює Воскреслий Ісус, твір Джоан Пучдоллерс, а його вітражі присвячені іспанським маріанським поклонам: Діві Альмудени (Мадрид), Діві Нурії (Каталонія), Богоматері Надії, Богоматері Покинутих (Валенсія) і Богоматері Бегоньї (Країна Басків).
У вікнах чотирьох веж міститься латинське словосполучення tibi dabo («Я дам тобі»), з посиланням на назву гори.
На рівні хору входять святі-засновники: Марселлен Шампанья і Жан-Батист де Ла Салль по обидва боки пресвітерію, а також Антоній Марія Кларе, Йосип де Каласанс, Джон Боско і Марія Мадзарелло біля головного фасаду.
Вікна чотирьох фасадів присвячені Франциску Салезькому, Пію XI, Ігнатію Лойоли, Франциско Ксав'єру, Пію IX, Розі Лімській, Леву XIII і Пію XII.
Вісім вітражів купола зображують сцени з життя Ісуса.

## Статуя Христа

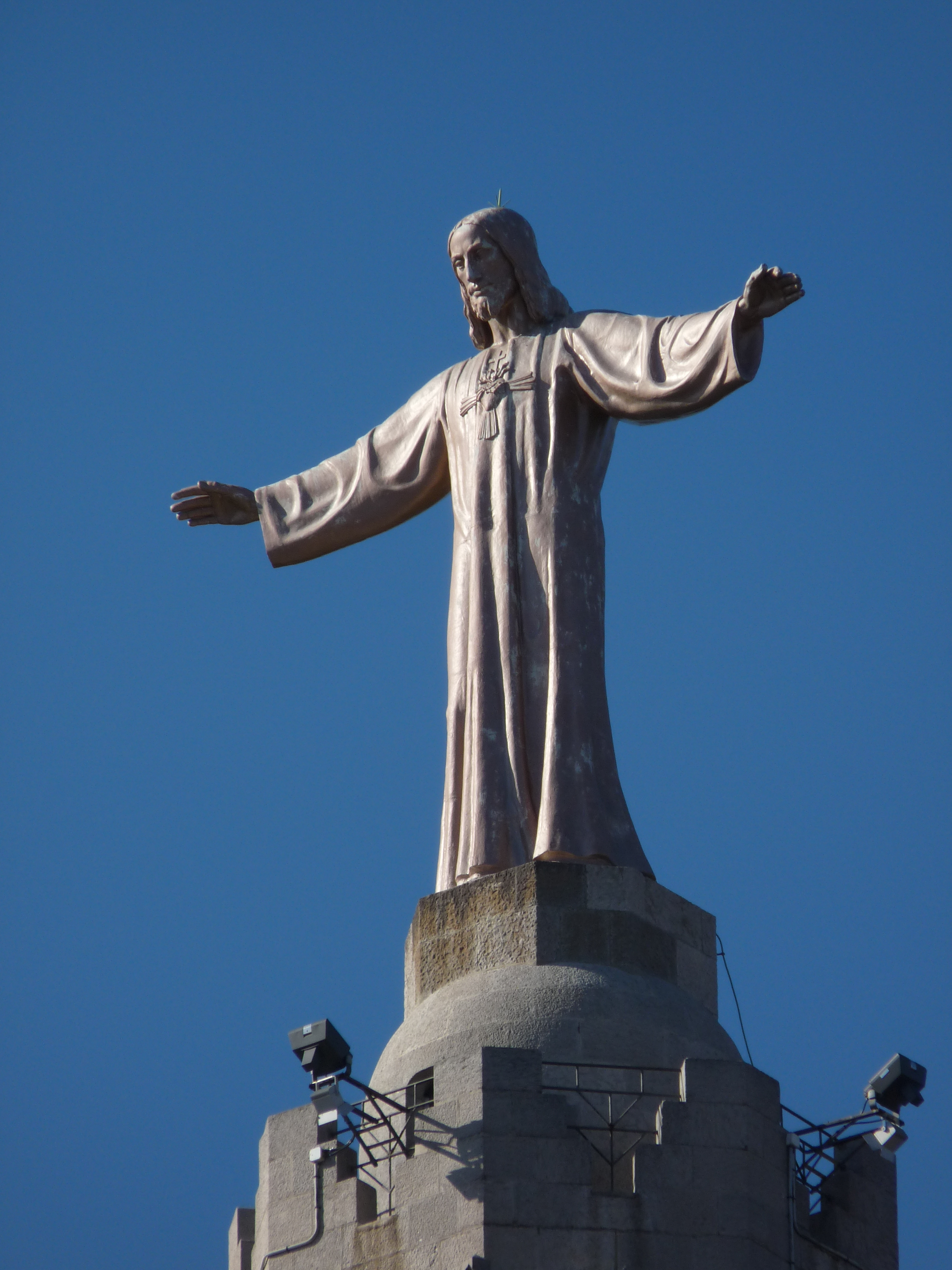
Статуя Христа на соборі

Церкву увінчує величезна бронзова статуя Святого Серця, виготовлена Хосепом Міретом в 1950 році.
Вона замінила оригінал Фредеріка Мареса, який був виготовлений в 1935 році та знищений наступного року, коли почалася громадянська війна в Іспанії.
Підйом із крипти, що проходить через церкву і закінчується біля скульптури, відображає піднесення й очищення людського стану шляхом жертви та спокути.

## Крипта
Крипта була спроектована у неовізантійському стилі, поєднуючи готичні та класичні елементи, а також оздоблення, близьке до модернізму. Простір склепу складається з п'яти нефів, розділених колонами, центральна з яких ширша, усі з напівкруглими апсидами. Стіни та склепіння облицьовані алебастром або прикрашені мозаїкою, зі сценами, пов'язаними з освяченнями вівтарів: Марії Помічниці, Святого Антонія Падуанського, Пресвятого Причастя, Святого Йосипа та Діви Монсерратської.

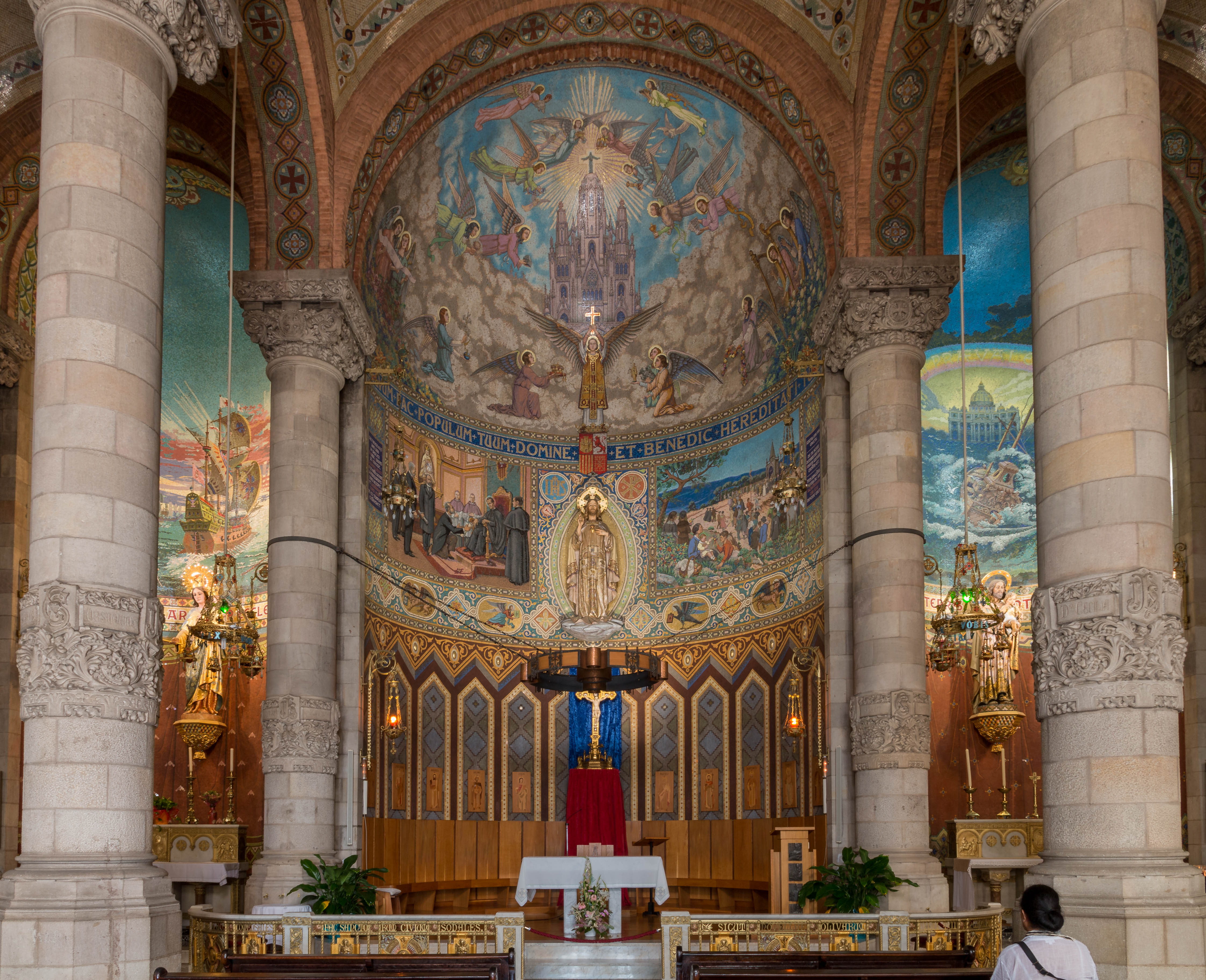
Всередині крипти

Поліхромний алебастр також використовується для Via Crucis (Хресна дорога), створеного Жозепом Міре. Вікна, які вносять природне світло всередину, доповнюються вітражами з наступною тематикою: найбільші в арці, по кутах, представляють Богоматері Стовпової та навернення короля Реккареда I в католицтво; Святий Фердинанд і Святий Герменегільд представлені в двох великих вертикальних вікнах; а маленькі, розташовані над дверима, присвячені Йоакиму, Ісидору Мадридському, святому Антонію та св Ізабелі Арагонській.
Із крипти є вихід до каплиці, присвяченої Неустанному Поклонінню, викопаної в горі наприкінці 1940-х років, що складається з трьох нефів, розділених колонами. Інтер'єр прикрашений мармуром, мозаїкою на тротуарі та картинами Мікеля Фарре-і-Альбажеса в склепіннях, виконаних в 1947—1949 роках.
Зовні крипти, по обидва боки від головних дверей, є дві сходи, що ведуть на рівень самого храму.

## Галерея

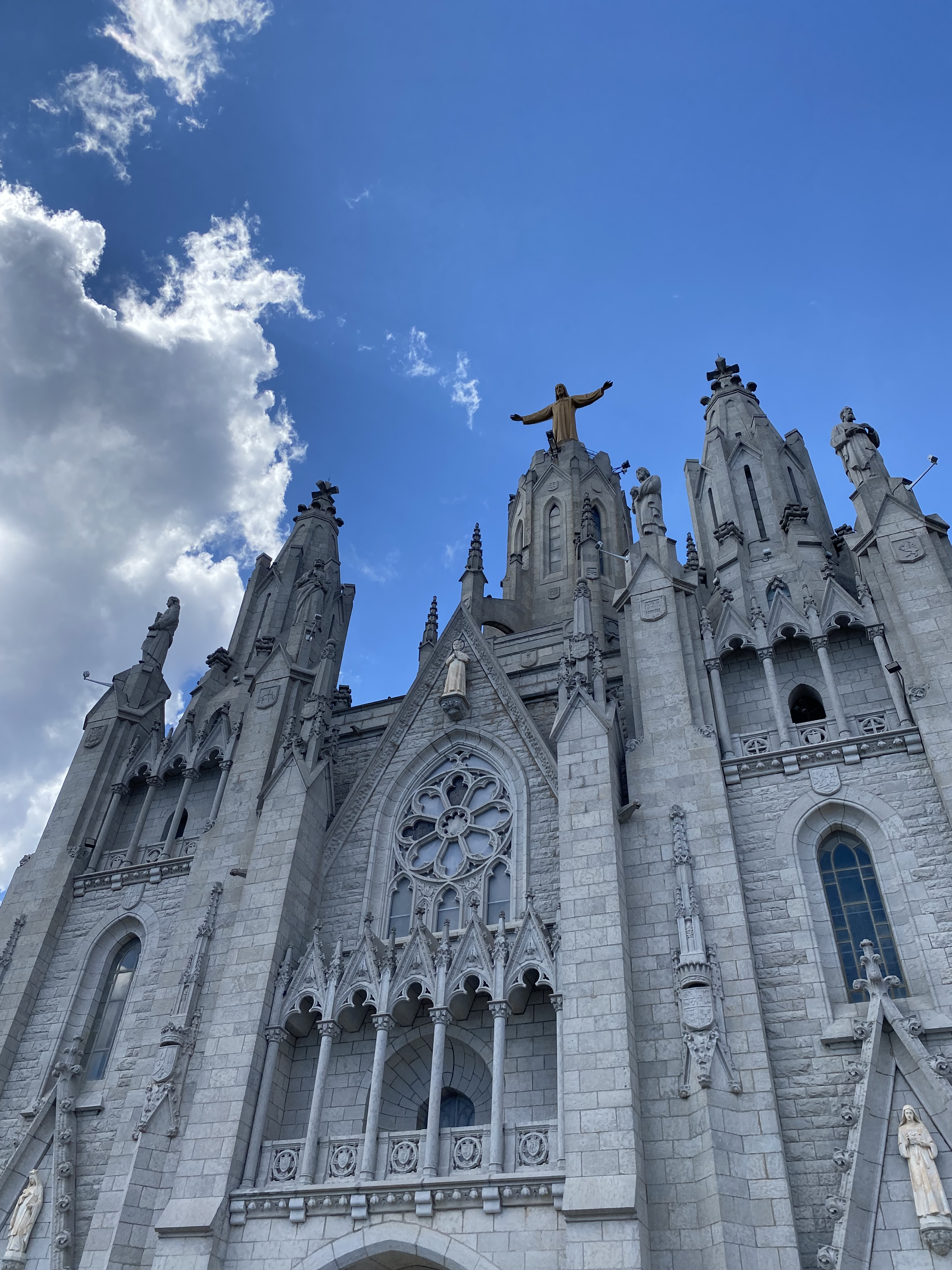

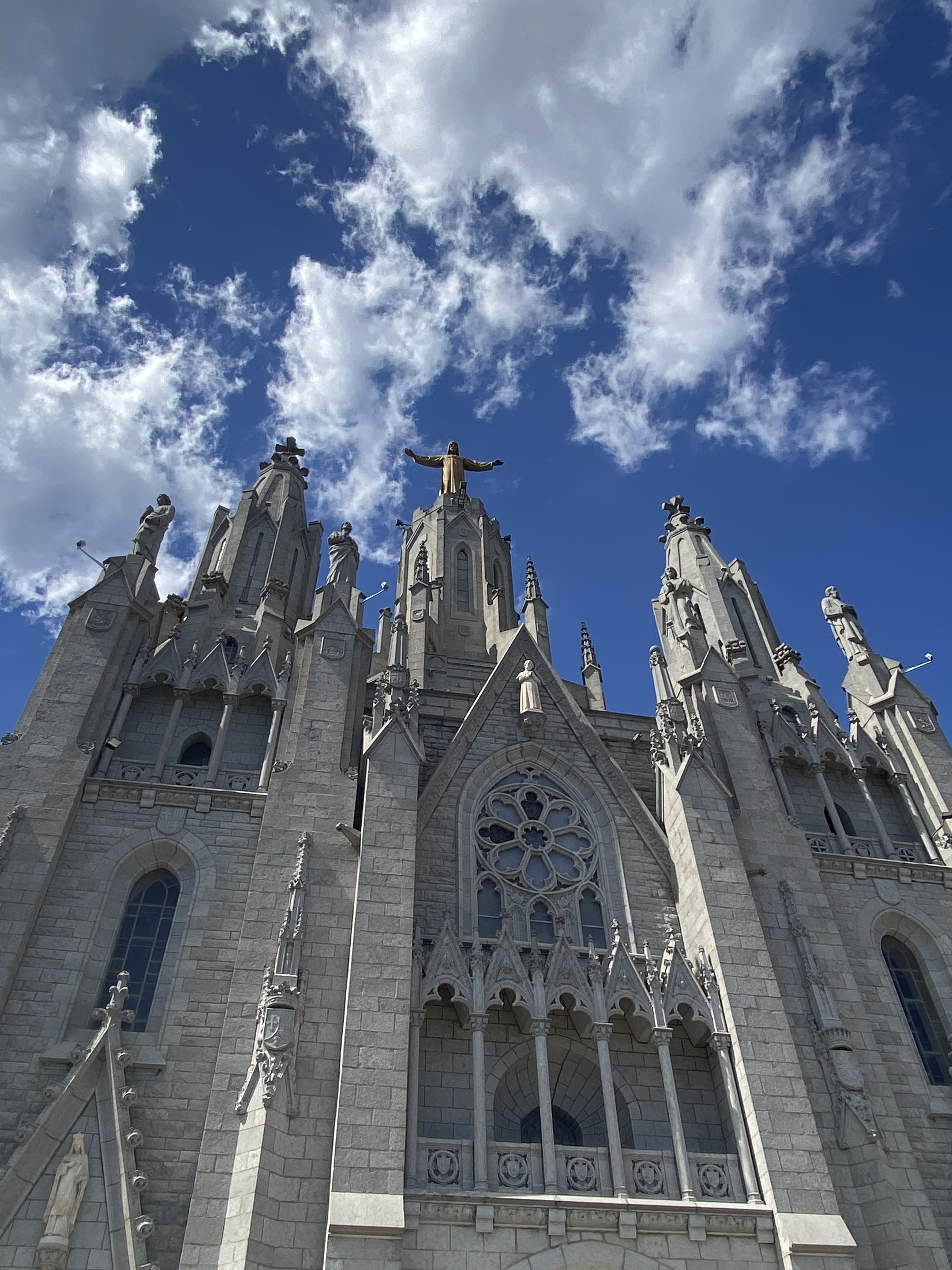
Храм Святого Серця